# Resolutie 1162 Veiligheidsraad Verenigde Naties
Resolutie 1162 van de Veiligheidsraad van de Verenigde Naties werd unaniem door de VN-Veiligheidsraad aangenomen op 17 april 1998.

## Achtergrond
In Sierra Leone waren al jarenlang etnische spanningen tussen verschillende bevolkingsgroepen. In 1978 werd het een eenpartijstaat met een regering die gekenmerkt werd door corruptie en wanbeheer van onder meer de belangrijke diamantmijnen. Intussen was in buurland Liberia al een bloedige burgeroorlog aan de gang, en in 1991 braken ook in Sierra Leone vijandelijkheden uit. In de volgende jaren kwamen twee junta's aan de macht, waarvan vooral de laatste een schrikbewind voerde. Zij werden eind 1998 met behulp van buitenlandse troepen verjaagd, maar begonnen begin 1999 een bloedige terreurcampagne. Pas in 2002 legden ze de wapens neer.

## Inhoud

### Handelingen
Op 10 maart was de president van Sierra Leone teruggekeerd en er werd gewerkt aan het herstel van de vrede, veiligheid en het bestuur. ECOWAS-troepen en VN-waarnemers speelden daarbij een belangrijke rol.
De Veiligheidsraad autoriseerde de inzet van maximaal tien verbindingsofficieren en veiligheidsadviseurs voor 90 dagen onder gezag van de Speciaal Gezant van de Secretaris-Generaal om over de militaire situatie in Sierra Leone te rapporteren, en ECOWAS te helpen met de planning van haar taken, zoals een ontwapeningsplan. Binnenkort zou ook een beslissing genomen worden over de inzet van VN-militairen.

## Verwante resoluties
- Resolutie 1132 Veiligheidsraad Verenigde Naties (1997)
- Resolutie 1156 Veiligheidsraad Verenigde Naties
- Resolutie 1171 Veiligheidsraad Verenigde Naties
- Resolutie 1181 Veiligheidsraad Verenigde Naties

Lijst ·  1147 ·  1148 ·  1149 ·  1150 ·  1151 ·  1152 ·  1153 ·  1154 ·  1155 ·  1156 ·  1157 ·  1158 ·  1159 ·  1160 ·  1161 ·  1162 ·  1163 ·  1164 ·  1165 ·  1166 ·  1167 ·  1168 ·  1169 ·  1170 ·  1171 ·  1172 ·  1173 ·  1174 ·  1175 ·  1176 ·  1177 ·  1178 ·  1179 ·  1180 ·  1181 ·  1182 ·  1183 ·  1184 ·  1185 ·  1186 ·  1187 ·  1188 ·  1189 ·  1190 ·  1191 ·  1192 ·  1193 ·  1194 ·  1195 ·  1196 ·  1197 ·  1198 ·  1199 ·  1200 ·  1201 ·  1202 ·  1203 ·  1204 ·  1205 ·  1206 ·  1207 ·  1208 ·  1209 ·  1210 ·  1211 ·  1212 ·  1213 ·  1214 ·  1215 ·  1216 ·  1217 ·  1218 ·  1219